# Catherine Dubosc
Catherine Dubosc (née le 12 mars 1959) est une soprano française. 

## Biographie
Née à Lille , elle a étudié avec Éric Tappy à l'Opéra national de Lyon, avant de rejoindre cette compagnie en 1985. Elle est bien connue pour ses rôles de Mozart, mais elle a également chanté des opéras anciens tels que Giasone et plus récents comme  les Dialogues des carmélites.

## Discographie
- Manuel Rosenthal, Les petits métiers, Trois poèmes de Marie Roustan, Deux poèmes de Jean Cassou, Trois pièces liturgiques, Musique de table, 1995, Orchestre symphonique et lyrique de Nancy, dir. Jérôme Kaltenbach, avec la soprano Catherine Dubosc, éd. Naxos (label).

## Enregistrements
- Poulenc, Mélodies, avec Pascal Rogé , Felicity Lott et al., Decca, CD